# Mistrzostwa Czech w hokeju na lodzie
Mistrzostwa Czech w hokeju na lodzie – rozgrywki mające na celu wyłonienie najlepszej męskiej drużyny klubowej hokeja na lodzie w Czechach, przeprowadzane od edycji 1993/94 cyklicznie (co sezon), w formule ligowej i systemem kołowym z fazą play-off na zakończenie każdego z sezonów. Czołowe zespoły klasyfikacji końcowej każdego sezonu uzyskują prawo występów w europejskich pucharach w sezonie następnym (Lidze Mistrzów oraz Pucharze Kontynentalnym).

## Edycje
| Sezon   | 1. miejsce                                    | 2. miejsce                                    | 3. miejsce                                    | Sezon zasadniczy            |
| ------- | --------------------------------------------- | --------------------------------------------- | --------------------------------------------- | --------------------------- |
| 1993/94 | HC Ołomuniec                                  | HC Pardubice                                  | HC Kladno                                     | HC Kladno                   |
| 1994/95 | HC Vsetín                                     | HC Zlín                                       | HC Czeskie Budziejowice                       | HC Vsetín                   |
| 1995/96 | HC Petra Vsetín                               | HC Litvínov                                   | Sparta Praga                                  | Sparta Praga                |
| 1996/97 | HC Petra Vsetín                               | HC Vítkovice                                  | Sparta Praga                                  | HC Petra Vsetín             |
| 1997/98 | HC Petra Vsetín                               | HC Oceláři Trzyniec                           | HC Vítkovice                                  | HC Petra Vsetín             |
| 1998/99 | HC Vsetín                                     | HC Zlín                                       | HC Oceláři Trzyniec                           | HC Vsetín                   |
| 1999/00 | Sparta Praga                                  | HC Vsetín                                     | HC Keramika Plzeň                             | Sparta Praga                |
| 2000/01 | HC Vsetín                                     | Sparta Praga                                  | HC Vítkovice                                  | HC Vsetín                   |
| 2001/02 | Sparta Praga                                  | HC Vítkovice                                  | HC Zlín                                       | Sparta Praga                |
| 2002/03 | Slavia Praga                                  | HC Pardubice                                  | Sparta Praga                                  | HC IPB Pojišťovna Pardubice |
| 2003/04 | HC Zlín                                       | Slavia Praga                                  | Sparta Praga                                  | HC Moeller Pardubice        |
| 2004/05 | HC Pardubice                                  | HC Hamé Zlín                                  | Bílí tygři Liberec                            | HC Hamé Zlín                |
| 2005/06 | Sparta Praga                                  | Slavia Praga                                  | Znojemští Orli                                | Bílí tygři Liberec          |
| 2006/07 | Sparta Praga                                  | HC Pardubice                                  | Bílí tygři Liberec                            | Bílí tygři Liberec          |
| 2007/08 | Slavia Praga                                  | HC Energie Karlowe Wary                       | HC Czeskie Budziejowice                       | HC Czeskie Budziejowice     |
| 2008/09 | HC Energie Karlowe Wary                       | Slavia Praga                                  | Sparta Praga                                  | Slavia Praga                |
| 2009/10 | HC Eaton Pardubice                            | HC Vítkovice Steel                            | Slavia Praga                                  | HC Pilzno 1929              |
| 2010/11 | HC Oceláři Trzyniec                           | HC Vítkovice                                  | HC Eaton Pardubice                            | HC Oceláři Trzyniec         |
| 2011/12 | HC ČSOB Pojišťovna Pardubice                  | HC Kometa Brno                                | HC Pilzno 1929                                | Sparta Praga                |
| 2012/13 | HC Škoda Pilzno                               | PSG Zlín                                      | Slavia Praga                                  | PSG Zlín                    |
| 2013/14 | PSG Zlín                                      | HC Kometa Brno                                | Sparta Praga                                  | Sparta Praga                |
| 2014/15 | HC Verva Litvínov                             | HC Oceláři Trzyniec                           | HC Kometa Brno                                | HC Oceláři Trzyniec         |
| 2015/16 | Bílí tygři Liberec                            | Sparta Praga                                  | HC Pilzno 1929                                | Bílí tygři Liberec          |
| 2016/17 | HC Kometa Brno                                | Bílí tygři Liberec                            | Mountfield Hradec Králové                     | Bílí tygři Liberec          |
| 2017/18 | HC Kometa Brno                                | HC Oceláři Trzyniec                           | HC Pilzno 1929                                | HC Pilzno 1929              |
| 2018/19 | HC Oceláři Trzyniec                           | Bílí tygři Liberec                            | HC Pilzno 1929                                | Bílí tygři Liberec          |
| 2019/20 | Sezon niedokończony wskutek pandemii COVID-19 | Sezon niedokończony wskutek pandemii COVID-19 | Sezon niedokończony wskutek pandemii COVID-19 | Bílí tygři Liberec          |
| 2020/21 | HC Oceláři Trzyniec                           | Bílí tygři Liberec                            | Sparta Praga                                  | Sparta Praga                |
| 2021/22 | HC Oceláři Trzyniec                           | Sparta Praga                                  | Motor České Budějovice                        | Mountfield Hradec Králové   |
| 2022/23 | HC Oceláři Trzyniec                           | Mountfield Hradec Králové                     | HC Dynamo Pardubice                           | HC Dynamo Pardubice         |
| 2023/24 | HC Oceláři Trzyniec                           | HC Dynamo Pardubice                           | Sparta Praga                                  | HC Dynamo Pardubice         |